# Emmy du Féaux
Emmy du Féaux (geborene Asplind; * 16. Februar 1837 in Talsen, Kurland; † nach 1908) war eine deutsch-baltische Schriftstellerin und Journalistin. Sie veröffentlichte ihre Werke meist unter dem Pseudonym „Ernst Dorn“.

## Leben
Nach dem frühen Tod ihres Vaters, des schwedischen Ingenieurs Asplind, unterstützte sie ihre Mutter und befasste sich mit der Geschichte Kurlands. Im Jahre 1854 heiratete sie den russischen Rentmeister T. du Féaux. Sie verfasste historische Novellen, Skizzen und Romane unter anderem für das Rigaer Tageblatt und die Dresdener Frauenzeitung. Zu ihren Werken gehören die Novelle Gefunden und die Humoreske Mit Hindernissen. In der Erzählung Mahnung zeichnete sie das Leben eines Bekannten nach, der nach der Flucht nach Charlottenburg in Armut verstarb. Daneben gehörten auch Libretti für Opern und Texte zu musikalischen Kompositionen sowie Dramen zu ihren Werken, ihre Gedichte blieben zu ihren Lebzeiten ungedruckt.

## Werke
Veröffentlicht unter dem Pseudonym „Ernst Dorn“:
- Ein Schwedenkind. Ein baltischer Roman aus der Zeit Herzog Jacobs von Kurland, Behres Verlag, Mitau 1879 / Hamburg
- Die Äbtissin von Herfort. Roman aus der Zeit Friedrich Kasimirs, Herzog von Kurland, 2 Teile, 2. Auflage, Helms, Riga 1882
- Alice, Sittenroman, Hacker, Riga 1886
- Um eine Herzogskrone. Roman aus der Zeit des Herzogs Johann E. Büren, 2 Bände, Bibliographisches Bureau, Berlin 1887
- Die Strandhexe von Domesnäs und anderes, 1902 (als Emmy Du Féaux-Dorn)